# Getinge församling
Getinge församling var en församling i Göteborgs stift i Halmstads kommun. Församlingen uppgick 2008 i Getinge-Rävinge församling.
Församlingskyrka var Getinge kyrka

## Administrativ historik
Församlingen har medeltida ursprung. Församlingen var till 2008 moderförsamling i pastoratet Getinge och Rävinge. Församlingen uppgick 2008 i Getinge-Rävinge församling.
Församlingskod var 138014
Vid en brand i Getinge prästgård 1868 förstördes pastoratets arkiv och därmed kyrkböcker för släktforskning.